# 静岡県立熱海高等学校
静岡県立熱海高等学校（しずおかけんりつ あたみこうとうがっこう）は、静岡県熱海市下多賀字向山にある県立高等学校。略称は「熱高」（あたこう）。

## 設置学科
- 普通科
  - 2006年度の新入生からは福祉・観光ビジネス・進学文理・総合の4つの類型。
  - 2020年度の新入生からは福祉・観光ビジネス・進学文理の3つの類型。

## 沿革
- 1942年（昭和17年）4月 - 「熱海市立熱海高等女学校」として開校[1]。
- 1948年（昭和23年）4月 - 静岡県に移管され「静岡県立熱海高等学校」となる[1]。
- 1967年（昭和42年）4月 - 現在地（下多賀字向山）に移転。

## 学校内部
報道部、ヨット部は全国区

## 交通
- JR伊東線伊豆多賀駅より徒歩15分。
- 伊豆東海バス海水浴場停留所より徒歩15分。

## 著名な出身者
- 砂塚秀夫（俳優）
- 水谷邦久（元俳優）
- 今井由香（元声優）
- しろがねしょぉむ（声優）
- 古川栄司（元忍者、中退）